# 니콜라이 신
니콜라이 세르게예비치 신(우즈베크어: Nikolay Sergeyevich Shin, 러시아어: Никола́й Серге́евич Шин, 1928년 ~ 2006년 8월 18일) 또는 신순남(申順南, 한국 이름)은 우즈베키스탄의 한국계 화가이다. 러시아 프리모르스키 변경주 달네고르스크에서 출생했다. 1937년에 소련의 강제 이주 정책으로 중앙아시아로 이주한 뒤에는 카자흐스탄에 잠시 살았다. 1940년부터 우즈베키스탄 타슈켄트에 정착했고, 2006년에 타슈켄트에서 사망했다.

## 젊은 시절
고려인 가문에서 태어난 니콜라이 신은 매우 가난했던 어린 시절을 보냈다. 니콜라이 신이 4살이었을 때 그의 아버지는 21살에 사망했다. 그의 아버지가 돌아가신 뒤에, 그의 어머니는 1년뒤에 재혼했다. 1937년에 니콜라이 신과 가족들은 다른 고려인들과 마찬가지로 중앙아시아로 강제 이주당했다. 강제 이주 뒤에 가족들은 카자흐 소비에트 사회주의 공화국에 거주했다. 1940년부터 타슈켄트에 거주하기 시작했다.

## 미술 활동
1949년에 니콜라이 신은 타슈켄트의 반코프 예술학교를 졸업했다. 그리고 화가로서 활동을 시작했다.

## 작품
1997년 6월에 국립현대미술관에서 그의 작품인 《한민족유민사》를 비롯한《부채》《전설》등이 발표되었다.

### 전시회
- 1990년: 트레차콥스카야 미술관, 모스크바
- 1991년: 국립미술관, 타슈켄트
- 1995년: 국립미술관, 타슈켄트
- 1997년: 국립현대미술관, 서울특별시
- 2006년: 한국 문화의 날, 타슈켄트